# Brachymyrmex laevis
Brachymyrmex laevis är en myrart som beskrevs av Carlo Emery 1895. Brachymyrmex laevis ingår i släktet Brachymyrmex och familjen myror.

## Underarter
Arten delas in i följande underarter:
- B. l. andinus
- B. l. fusculus
- B. l. laevis